# Дрокія (Дрокійський район)
Дрокія (рум. Drochia) — село у Дрокійському районі Молдови. Утворює окрему комуну.

## Населення
За даними перепису населення 2004 року у селі проживали 2843 особи.
Національний склад населення села:
| Національність       | Кількість осіб | Відсоток     |
| -------------------- | -------------- | ------------ |
| молдавани румуни     | 2791 1         | 98,2% < 0,1% |
| цигани               | 33             | 1,2%         |
| росіяни              | 8              | 0,3%         |
| українці             | 7              | 0,2%         |
| гагаузи              | 1              | < 0,1%       |
| інша / без відповіді | 2              | 0,1%         |
| Всього               | 2843           | 100%         |